# Loděnice (okres Brno-venkov)
Loděnice (německy Lodenitz) je obec v okrese Brno-venkov v Jihomoravském kraji. Rozkládá se v katastrálním území Loděnice u Moravského Krumlova, severozápadně od města Pohořelice v Olbramovické pahorkatině v Dyjsko-svrateckém úvalu. Žije zde 608 obyvatel.

## Název
Základem jména vsi je staré přídavné jméno loděnná (tj. voda, říčka) označující nějaký vodní tok sloužící pro menší čluny nebo plavení dřeva. O dřívější vodnatosti území kromě tohoto jména svědčí i jméno sousedních Jezeřan odvozené od slova jezero.

## Historie
V roce 1185 se zde odehrála bitva u Loděnice mezi Přemyslem Otakarem I. a Konrádem II. Otou, která skončila Přemyslovým vítězstvím. Jedná se také o první písemnou zmínku o vsi.
V letech 2006–2010 působila jako starostka Jindřiška Vedralová, od roku 2010 do roku 2021 tuto funkci vykonával Karel Kampas. Po jeho smrti v roce 2021 byl zvolen starostou Radek Galáš.

## Obyvatelstvo
| Rok            | 1869 | 1880 | 1890 | 1900 | 1910 | 1921 | 1930 | 1950 | 1961 | 1970 | 1980 | 1991 | 2001 | 2011 | 2021 |
| -------------- | ---- | ---- | ---- | ---- | ---- | ---- | ---- | ---- | ---- | ---- | ---- | ---- | ---- | ---- | ---- |
| Počet obyvatel | 593  | 704  | 661  | 752  | 831  | 841  | 854  | 586  | 611  | 571  | 499  | 478  | 473  | 461  | 549  |
| Počet domů     | 108  | 115  | 119  | 125  | 127  | 129  | 144  | 144  | 127  | 124  | 130  | 140  | 142  | 148  | 171  |

Vývoj počtu obyvatel

## Pamětihodnosti
- Kostel svaté Markéty – gotický chrám z poloviny 15. století
- Zámek Loděnice – barokní trojkřídlá rezidence louckých premonstrátů, po roce 1784 využita jako fara
- Pozdně gotický sloup se sochou Krista Dobrého pastýře
- Smírčí kámen z 15. nebo 16. století
- Barokní socha svatého Jana Nepomuckého z první poloviny 18. století

## Galerie

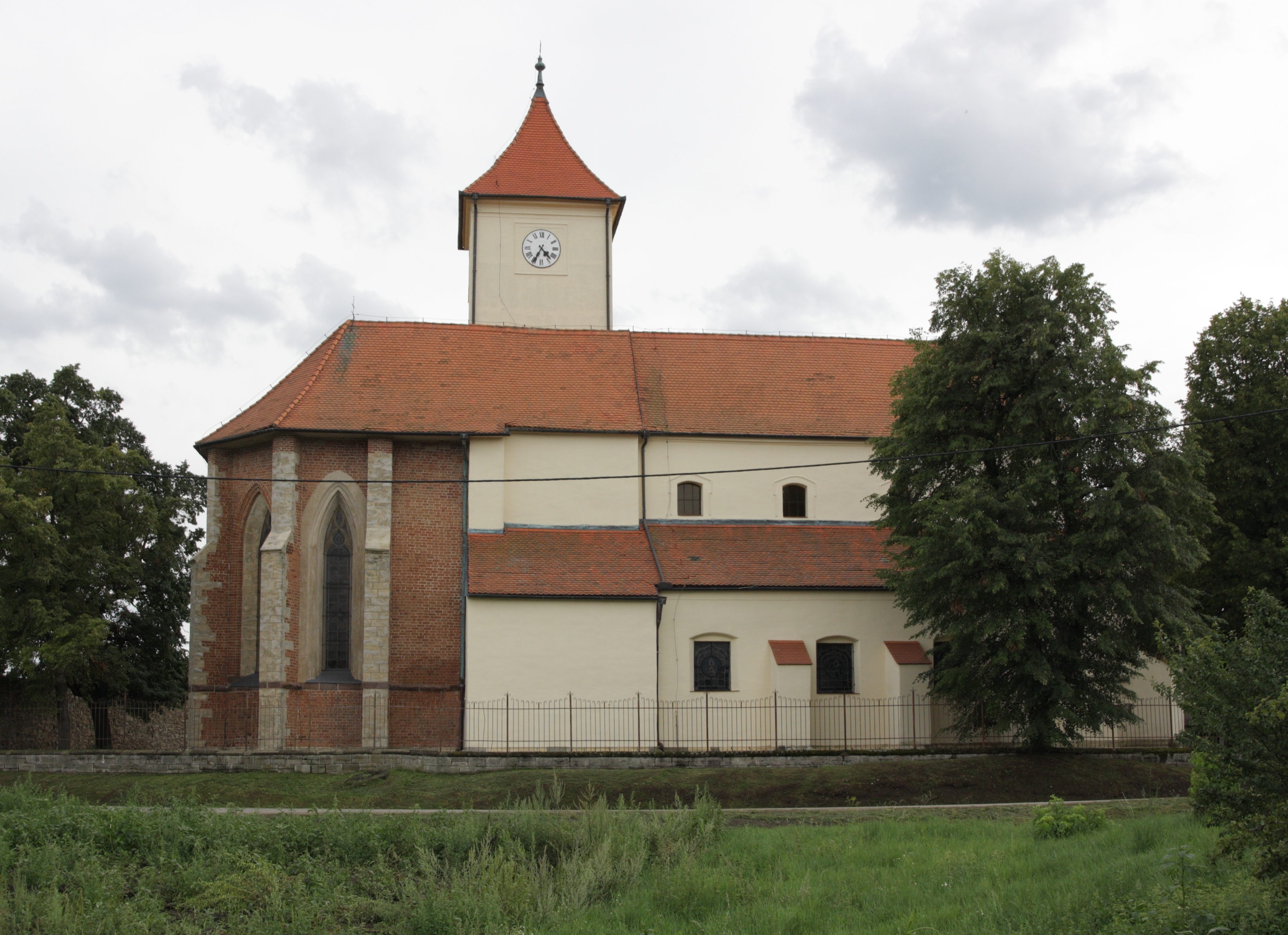
Kostel svaté Markéty
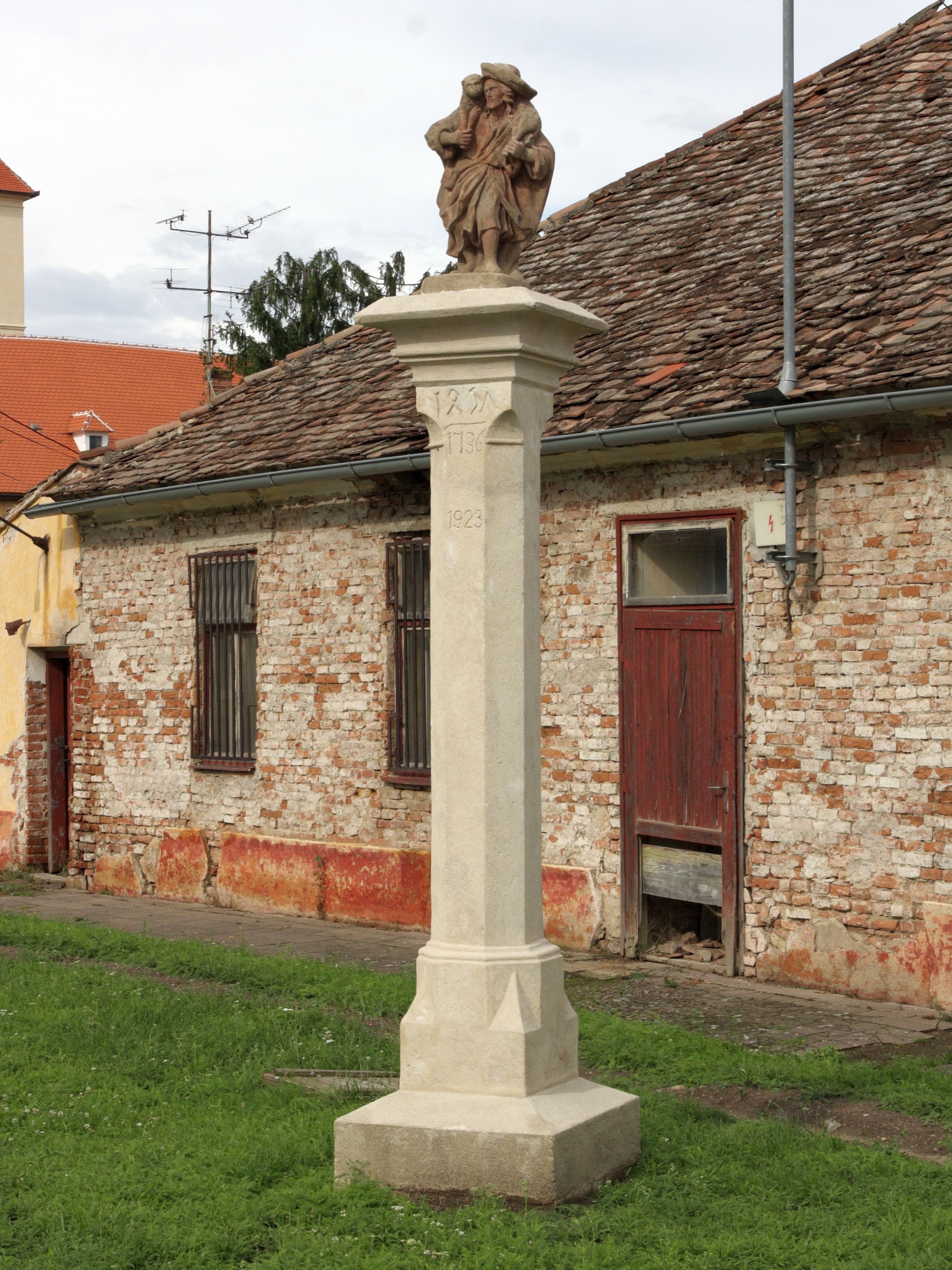
Sloup se sochou Krista
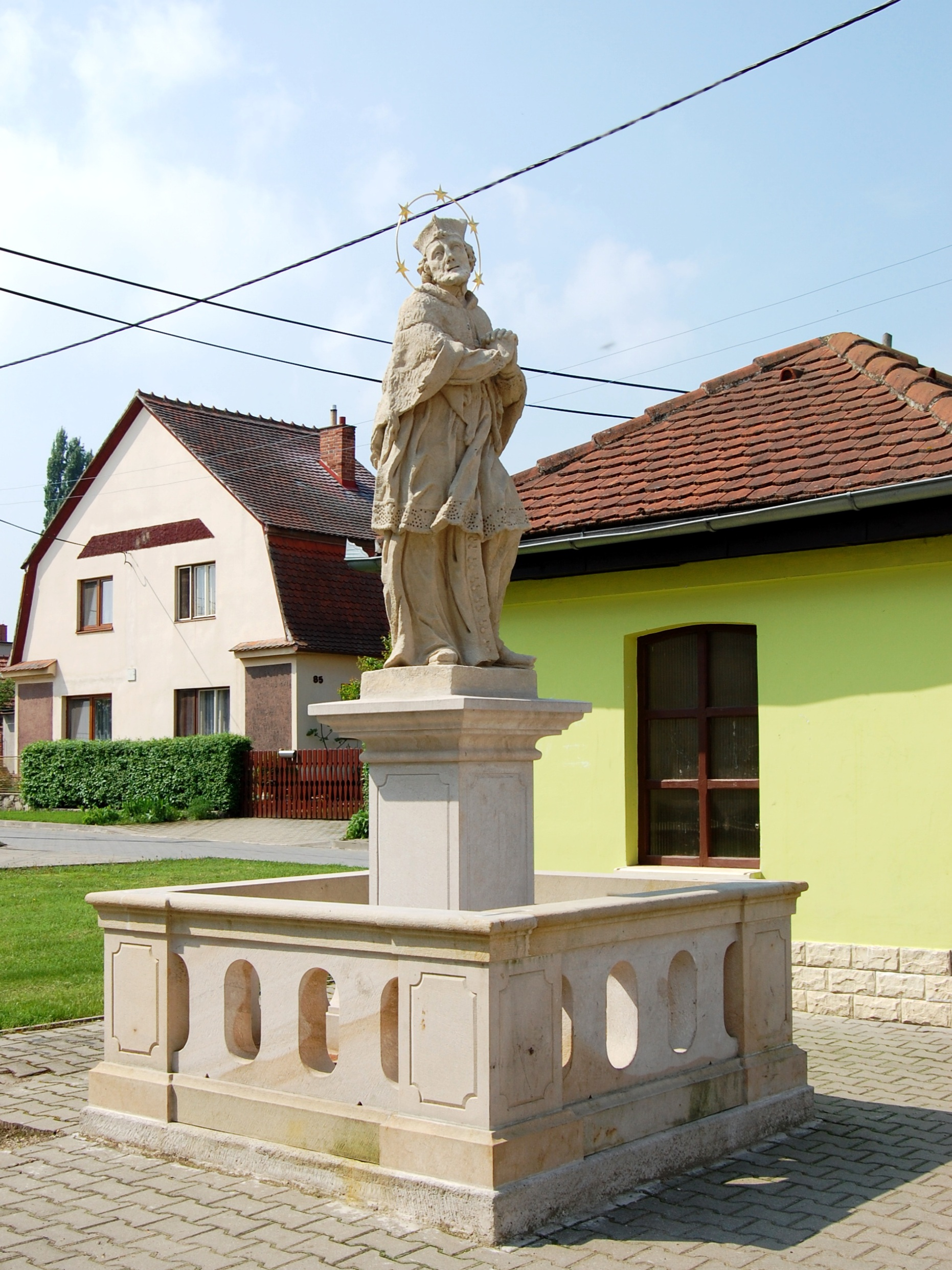
Socha svatého Jana Nepomuckého